# نا يون سون
نا يون سون، المعروفة أيضًا بإسم يون سون ناه (بالكورية: 나윤선)‏ هي موسيقية الجاز كورية جنوبية، ولدت يوم 28 أغسطس 1969 في سول في كوريا الجنوبية.

## روابط خارجية
- Youn Sun Nah على موقع IMDb (الإنجليزية)
- Youn Sun Nah على موقع ميوزك برينز (الإنجليزية)
- Youn Sun Nah على موقع ميوزك برينز (الإنجليزية)
- Youn Sun Nah على موقع أول ميوزيك (الإنجليزية)
- Youn Sun Nah على موقع ديسكوغز (الإنجليزية)